# Kincaid (Wirginia Zachodnia)
Kincaid – jednostka osadnicza w Stanach Zjednoczonych, w stanie Wirginia Zachodnia, w hrabstwie Fayette.